# سلیمان وزیرف
سلیمان وزیرف (ترکی آذربایجانی: Süleyman Azad oğlu Vəzirov; ۱۸ نوامبر ۱۹۱۰ – ۷ فوریهٔ ۱۹۷۳) دولت‌مرد آذربایجانی دوره شوروی، مؤسس صنعت نفت در آذربایجان شوروی و اولین وزیر صنعت نفت آذربایجان شوروی از سال ۱۹۵۴ تا ۱۹۵۹ بود.

## زندگی‌نامه
سلیمان وزیرف در سال ۱۹۱۰ در خانواده آزادبیگ وزیرف در شهر شوشی به دنیا آمد. پدرش آزادبیگ وزیرف افسری آموزش نظامی دیده در سن پترزبورگ بود و دارای درجه «رتمایستر» آن روزگار بود، و مادرش خانم زهرا، دختر کریم‌بیگ مهماندرف، پزشک معروف زمان خود، بود.
سلیمان وزیرف در مدرسه «رئالنی» شوشی درس خواند، سپس وارد کالج صنعتی و اقتصادی باکو شد. او همزمان با تحصیل در این کالج، به عنوان دستیار مکانیک سینما نیز مشغول به کار بود. پس از پایان تحصیلات فنی در سکوی نفتی بی‌بی‌هیبت اشتفال یافت.
سلیمان وزیرف دانش‌آموخته رشته معدن از دانشگاه فنی آذربایجان (۱۹۲۸ تا ۱۹۳۲) بود. بین سالهای ۱۹۴۶ الی ۱۹۴۹ سکان هدایت اداره اصلی تولید نفت وزارت نفت شوروی در مناطق جنوبی و غربی را در دست گرفت. در میان سال‌های ۱۹۵۴ تا ۱۹۵۹ مسئولیت وزارت صنعت نفت را عهده‌دار شد. در سال‌های بعدی سمت‌هایی مانند ریاست شورای ملی اقتصاد (۱۹۵۹–۱۹۶۵)، معاونت شورای وزیران (۱۹۶۵–۱۹۷۰) قائم مقامی هیئت مدیره شورای عالی آذربایجان  شوروی (۱۹۷۰–۱۹۷۳) را به عهده داشت.
سلیمان وزیرف همچنین به عضویت کمیته مرکزی حزب کمونیست آذربایجان شوروی و کمیته مرکزی حزب کمونیست ترکمنستان شوروی برگزیده شد. وی به عنوان نماینده در میان سالهای ۱۹۵۰–۱۹۵۴ و ۱۹۵۸–۱۹۶۶ به ترتیب به دوره‌های سوم، پنجم و ششم شورای عالی اتحاد شوروی راه یافت. بین سال‌های ۱۹۵۵–۱۹۵۹ و بعد از سال ۱۹۶۷ نیز به ترتیب در انتخابات دوره‌های ۴، ۷ و ۸ شورای عالی آذربایجان شوروی به عنوان نماینده انتخاب شد.
سلیمان وزیرف پس از تحمل بیماری طولانی مدت در روز ۷ فوریه سال ۱۹۷۳ درگذشت و در پارک مفاخر باکو تدفین شد.

## خانواده
سلیمان وزیرف با «ولده وزیروا» (۱۹۲۰–۲۰۰۲)، دختر رشیدبیگ آخوندزاده، فرماندار باکو در سال ۱۹۱۹ و دوره حموکت جمهوری خلق آذربایجان، ازدواج کرد. آنها ۳ فرزند داشتند که نامشان از زیر قرار دارد:
- شامل وزیرف (۱۹۴۲–۲۰۰۱): دکترای علوم شیمی، پروفسور
- مراد وزیرف (۱۹۴۷–۱۹۹۶)
- رووف وزیرف: در سال ۱۹۶۸ با «فیدار رضایوا»، دختر رسول رضا و نگار رفیع‌بیگلی، عقد کرد.

## نشان‌ها و جوایز
- قهرمان کار سوسیالیست (۲۴ ژانویه سال ۱۹۴۴)
- نشان لنین (چهار بار در سالهای ۱۹۴۰، ۱۹۴۴، ۱۹۴۸ و ۱۹۵۹)
- نشان پرچم سرخ کار (شش بار در سال‌های ۱۹۴۲، ۱۹۵۰، ۱۹۵۱، ۱۹۶۰، ۱۹۶۶، ۱۹۷۱)
- نشان استالین درجه ۳ در پاس کشف و توسعه یک میدان نفتی جدید (۱۹۵۱)
- نشان «برای کار شجاعانه در جنگ جهانی دوم ۱۹۴۱–۱۹۴۵»
- نشان «به مناسبت یکصدمین سالگرد تولد ولادیمیر ایلیچ لنین»